# Garrulax
A Garrulax osztályának verébalakúak (Passeriformes) rendjébe és a  Leiothrichidae családjába tartozó nem. Besorolásuk vitatott egyes szervezetek az ide sorolt fajok egy részét más nembe helyezik (Grammatoptila, Pterorhinus, Ianthocincla, Melanocichla és Stactocichla).

## Rendszerezésük
A nemet René Primevère Lesson írta le 1831-ben, jelenleg az alábbi fajok tartoznak ide:
- nyakékes álszajkó (Garrulax monileger)
- vörösfejű álszajkó (Garrulax rufifrons)
- szunda-szigeteki álszajkó (Garrulax palliatus)
- fehérfejű álszajkó (Garrulax leucolophus)
- szumátrai álszajkó (Garrulax bicolor)
- csuklyás álszajkó (Garrulax milleti)
- kambodzsai álszajkó (Garrulax ferrarius)
- fehérnyakú álszajkó (Garrulax strepitans)
- szürke álszajkó (Garrulax maesi)
- vörösarcú álszajkó (Garrulax castanotis)

Egyes szervezetek a Argya nembe sorolják ezt a fajt:
- szürkefejű álszajkó (Garrulax cinereifrons[1] vagy Argya cinereifrons)[2]

Egyes szervezetek a Grammatoptila nembe sorolják ezt a fajt:
- csíkos álszajkó (Garrulax striatus[1]  vagy Grammatoptila striata)[2]

Egyes szervezetek a Pterorhinus nembe sorolják ezeket a fajokat:
- nyakláncos álszajkó (Garrulax pectoralis[1] vagy Pterorhinus pectoralis)[2]
- fehértorkú álszajkó (Garrulax albogularis[1] vagy Pterorhinus albogularis)[2]
- vöröskoronás álszajkó (Garrulax ruficeps[1] vagy Pterorhinus ruficeps)[2]
- álarcos álszajkó (Garrulax perspicillatus[1] vagy Pterorhinus perspicillatus)[1]
- szürkeoldalú álszajkó (Garrulax caerulatus[1] vagy Pterorhinus caerulatus)[2]
- vöröscsőrű álszajkó (Garrulax poecilorhynchus[1] vagy Pterorhinus poecilorhynchus)[2]
- sárgás álszajkó (Garrulax berthemyi[1] vagy Pterorhinus berthemyi)[2]
- feketetorkú álszajkó (Garrulax chinensis[1] vagy Pterorhinus chinensis)[2]
- gesztenyehátú álszajkó (Garrulax nuchalis[1] vagy Pterorhinus nuchalis)[2]
- vörösfenekű álszajkó (Garrulax gularis[1] vagy Pterorhinus gularis)[2]
- Wynaad-álszajkó (Garrulax delesserti[1] vagy Pterorhinus delesserti)[2]
- kékkoronás álszajkó (Garrulax courtoisi[1] vagy Pterorhinus courtoisi)[2]
- sárgatorkú álszajkó (Garrulax galbanus[1] vagy Pterorhinus galbanus)[2]
- fehérarcú álszajkó (Garrulax vassali[1] vagy Pterorhinus vassali)[2]
- vörösnyakú álszajkó (Garrulax ruficollis[1] vagy Pterorhinus ruficollis)[2]
- gesztenyebarna-sapkás álszajkó (Garrulax mitratus[1]  vagy Pterorhinus mitratus)[2]
- barnakámzsás álszajkó (Garrulax treacheri[1] vagy Pterorhinus treacheri)[2]
- barnásfehér álszajkó (Garrulax sannio[1] vagy Pterorhinus sannio)[2]
- egyszínű álszajkó (Garrulax davidi[1] vagy Pterorhinus davidi)[2]

Egyes szervezetek az Ianthocincla nembe sorolják ezeket a fajokat:
- hófehérarcú álszajkó (Garrulax sukatschewi[1] vagy Ianthocincla sukatschewi)[2]
- bajszos álszajkó (Garrulax cineraceus[1] vagy Ianthocincla cineracea)[2]
- vörösállú álszajkó (Garrulax rufogularis[1] vagy Ianthocincla rufogularis)[2]
- barnafülű álszajkó (Garrulax konkakinhensis[1] vagy Ianthocincla konkakinhensis)[2]
- rácsos álszajkó (Garrulax lunulatus[1] vagy Ianthocincla lunulata)[2]
- fehérpettyes álszajkó (Garrulax bieti[1] vagy Ianthocincla bieti)[2]
- óriás álszajkó (Garrulax maximus[1] vagy Ianthocincla maxima)[2]
- pávaszemes álszajkó (Garrulax ocellatus[1] vagy Ianthocincla ocellata)[2]

Egyes szervezetek a Melanocichla nembe sorolják ezeket a fajokat:
- fekete álszajkó (Garrulax lugubris[1] vagy Melanocichla lugubris)[2]
- csupaszfejű álszajkó (Garrulax calvus[1]  vagy Melanocichla calva)[2]

Egyes szervezetek a Leucodioptron nembe sorolják ezeket a fajokat:
- énekes álszajkó (Garrulax canorus[1] vagy Leucodioptron canorum)[2]
- tajvani álszajkó (Garrulax taewanus[1]  vagy Leucodioptron taewanum)[2]

Egyes szervezetek a Stactocichla nembe sorolják ezeket a fajokat:
- pettyesmellű álszajkó (Garrulax merulinus[1] vagy Stactocichla merulina)[2]
- narancsmellű álszajkó (Garrulax annamensis[1] vagy Stactocichla annamensis)[2]

## Előfordulásuk
Dél- és Délkelet-Ázsiában honosak. A természetes élőhelyük a szubtrópusi,  trópusi, mérsékelt övi erdők és mangroveerdők, valamint cserjések. Állandó, nem vonuló fajok.

## Megjelenésük
Testhosszuk 21–35,5 centiméter közötti.